# Strade Bianche
A Strade Bianche egy Toszkánában évente megrendezett egynapos országútikerékpár-verseny, melynek rajtja és befutója egyaránt Sienában van. A versenyt jellemzően március első vagy második vasárnapján rendezik meg. A verseny az olasz nevét az útvonalán található fehér murvás utakról kapta, melyek 11 szakaszon, összesen 63 kilométer hosszban helyezkednek el, egyharmadát kitéve a versenynek. 
Az első Strade Bianchét mindössze 2007-ben rendezték meg, így története sokkal rövidebb a klasszikus egynapos Monumentum versenyeknél. Az első két versenyt a szponzoráló bankról Monte Paschi Eroicának nevezték el. Ezután három évig Monte Paschi Strade Bianche-ként rendezték meg. Az első években a tavaszi klasszikus versenyeken indulók nem szerepeltek itt. A csapatok nagy része olasz volt. A 2010-es Giro d’Italia hozta meg az áttörést a Strade Bianchénak, amikor a hetedik szakaszon esős időben kellett a murvás utakon versenyezni. A rendezvény a rövid történelme alatt nagy presztízsre tett szert. 
A verseny az UCI World Tour, azaz a legmagasabb szintű férfi országútikerékpár-versenysorozat része, így az UCI WorldTeam, azaz a legjobb csapatok indulása kötelező.
A versenyt legtöbb alkalommal, összesen háromszor a svájci Fabian Cancellara nyerte meg. 2022-ben Valter Attila a negyedik helyet szerezte meg, ami a Strade Bianchén az eddigi legjobb magyar eredmény.

## Dobogósok
| Év   | Győztes              | Második            | Harmadik              |
| ---- | -------------------- | ------------------ | --------------------- |
| 2007 | Alekszandr Kolobnyev | Marcus Ljungqvist  | Mihajlo Halilov       |
| 2008 | Fabian Cancellara    | Alessandro Ballan  | Linus Gerdemann       |
| 2009 | Thomas Lövkvist      | Fabian Wegmann     | Martin Elmiger        |
| 2010 | Makszim Iglinszkij   | Thomas Lövkvist    | Michael Rogers        |
| 2011 | Philippe Gilbert     | Alessandro Ballan  | Damiano Cunego        |
| 2012 | Fabian Cancellara    | Makszim Iglinszkij | Oscar Gatto           |
| 2013 | Moreno Moser         | Peter Sagan        | Rinaldo Nocentini     |
| 2014 | Michał Kwiatkowski   | Peter Sagan        | Alejandro Valverde    |
| 2015 | Zdeněk Štybar        | Greg Van Avermaet  | Alejandro Valverde    |
| 2016 | Fabian Cancellara    | Zdeněk Štybar      | Gianluca Brambilla    |
| 2017 | Michał Kwiatkowski   | Greg Van Avermaet  | Tim Wellens           |
| 2018 | Tiesj Benoot         | Romain Bardet      | Wout van Aert         |
| 2019 | Julian Alaphilippe   | Jakob Fuglsang     | Wout van Aert         |
| 2020 | Wout van Aert        | Davide Formolo     | Maximilian Schachmann |
| 2021 | Mathieu van der Poel | Julian Alaphilippe | Egan Bernal           |
| 2022 | Tadej Pogačar        | Alejandro Valverde | Kasper Asgreen        |
| 2023 | Thomas Pidcock       | Valentin Madouas   | Tiesj Benoot          |
| 2024 | Tadej Pogačar        | Toms Skujiņš       | Maxim Van Gils        |
| 2025 | Tadej Pogačar        | Thomas Pidcock     | Tim Wellens           |